# Nate Renfro
Nathaneal Jordan "Nate" Renfro (Tucson, 11 dicembre 1996) è un cestista statunitense, professionista in Europa.